# Sybrinus persimilis
Sybrinus persimilis là một loài bọ cánh cứng trong họ Cerambycidae.